# Itchy and Scratchy
Rasca i Pica (Itchy and Scratchy a l'original) és una sèrie de dibuixos animats de ficció dintre del programa fictici de Krusty el pallasso que al seu torn està dintre de la sèrie televisiva de dibuixos animats Els Simpson (que, per la seva banda, va tenir els seus inicis en el programa de televisió nord-americana The Tracey Ullman Show). Mostra un gat (Grata) i un ratolí (Pica) atacant-se incessantment amb tot tipus d'armes i ardits mortals. L'ofensiva ve la gran majoria de les vegades per part de Pica i comunament Grata només ataca per a defensar-se.
Grata i Pica és una paròdia de la sèrie de dibuixos animats Tom i Jerry, especialment (una de les més violentes que es van fer durant la Segona Guerra Mundial). D'igual manera, satiritza la violència en els programes de televisió per a nens. En Bart i la Lisa troben hilarant la seva violència estrambòtica, però en un episodi, la seva germana menor, Maggie, imita als personatges de la sèrie copejant al seu pare, Homer, al cap.
Se suposa que aquesta sèrie fictícia es porta produint des de principis del segle xx, primer per al cinema i posteriorment per a la televisió. De vegades es mostren capítols antics de Grata i Pica satiritzant altres aspectes dels primers anys de l'animació; per exemple, en un episodi d'Els Simpson apareix una animació de Grata i Pica molt similar a l'antic capítol Steamboat Willie, el primer on va aparèixer Mickey Mouse.

## Lletra de la cançó deGrata i Pica
```
They fight, Es barallen

And bite, i mosseguen.

They fight and bite and fight! Es barallen, es mosseguen i es barallen!

Fight fight fight, bite bite bite, Lluita lluita lluita, mossec mossec mossec,

The Itchy and Scratchy Show! El programa de Grata i Pica!
```